# Mordedura de serpiente
Que una persona reciba una mordedura con los dientes o colmillos de una serpiente puede ocasionar lesión y, a veces, envenenamiento ofídico (denominado ofidismo). 
El tipo de dentición que presenta la especie de serpiente determina si la misma es o no venenosa, lo cual es producto de una adaptación evolutiva.
Aunque la mayoría de las especies de serpientes no son venenosas y generalmente matan a sus presas por constricción en lugar de utilizar veneno, se pueden encontrar serpientes venenosas en todos los continentes, excepto la Antártida. Las serpientes con frecuencia muerden a su presa como un método de caza, pero también pueden morder como defensa contra los depredadores. 
Dado que el aspecto físico de las serpientes venenosas puede variar, no existe forma práctica de identificar estas especies y evaluar si se debe buscar atención médica profesional. La recomendación es informarse si se habita o pasea por una zona con presencia de ofidios, para conocer las precauciones a tomar y las acciones a tener en cuenta en caso de accidente ofídico. Las indicaciones de primeros auxilios (sobre todo en casos de ofidismo) dependen de las especies que habitan en la región, ya que los tratamientos eficaces para las mordeduras infligidas por algunas especies pueden ser ineficaces para otras.
El resultado de las mordeduras de serpiente depende de diferentes factores; entre ellos, la especie de serpiente, la zona corporal afectada, la cantidad inyectada de veneno y el estado de salud previo de la víctima. Las mordeduras de serpiente no venenosas a pesar de no inocular veneno pueden generar laceraciones debido a sus dientes, o por una infección consecuente. Una mordedura también puede desencadenar una reacción anafiláctica, que puede ser mortal.  
El número de muertes atribuidas a las mordeduras de serpiente depende de la zona geográfica. Aunque las muertes son relativamente raras en Australia, Europa y Norteamérica, la morbilidad y mortalidad asociadas con las mordeduras de serpiente es un problema grave de salud pública en muchas regiones del mundo, particularmente en las zonas rurales que carecen de servicios médicos. Además, mientras que el sur de Asia, el sudeste de Asia y África subsahariana reportan el mayor número de mordeduras, también hay una alta incidencia en los Neotrópicos y otras regiones ecuatoriales y subtropicales. Cada año, decenas de miles de personas mueren a causa de mordeduras de serpiente, aunque el riesgo de una mordedura puede reducirse con medidas preventivas, como el uso de calzado de protección y el evitar las zonas de que se sabe que están habitadas por serpientes peligrosas.
Suelen presentarse sentimientos de pánico y de terror después de una mordedura de serpiente, y pueden producir un conjunto característico de síntomas mediados por el sistema nervioso autónomo, como latidos acelerados del corazón y náuseas.

## Señales y síntomas

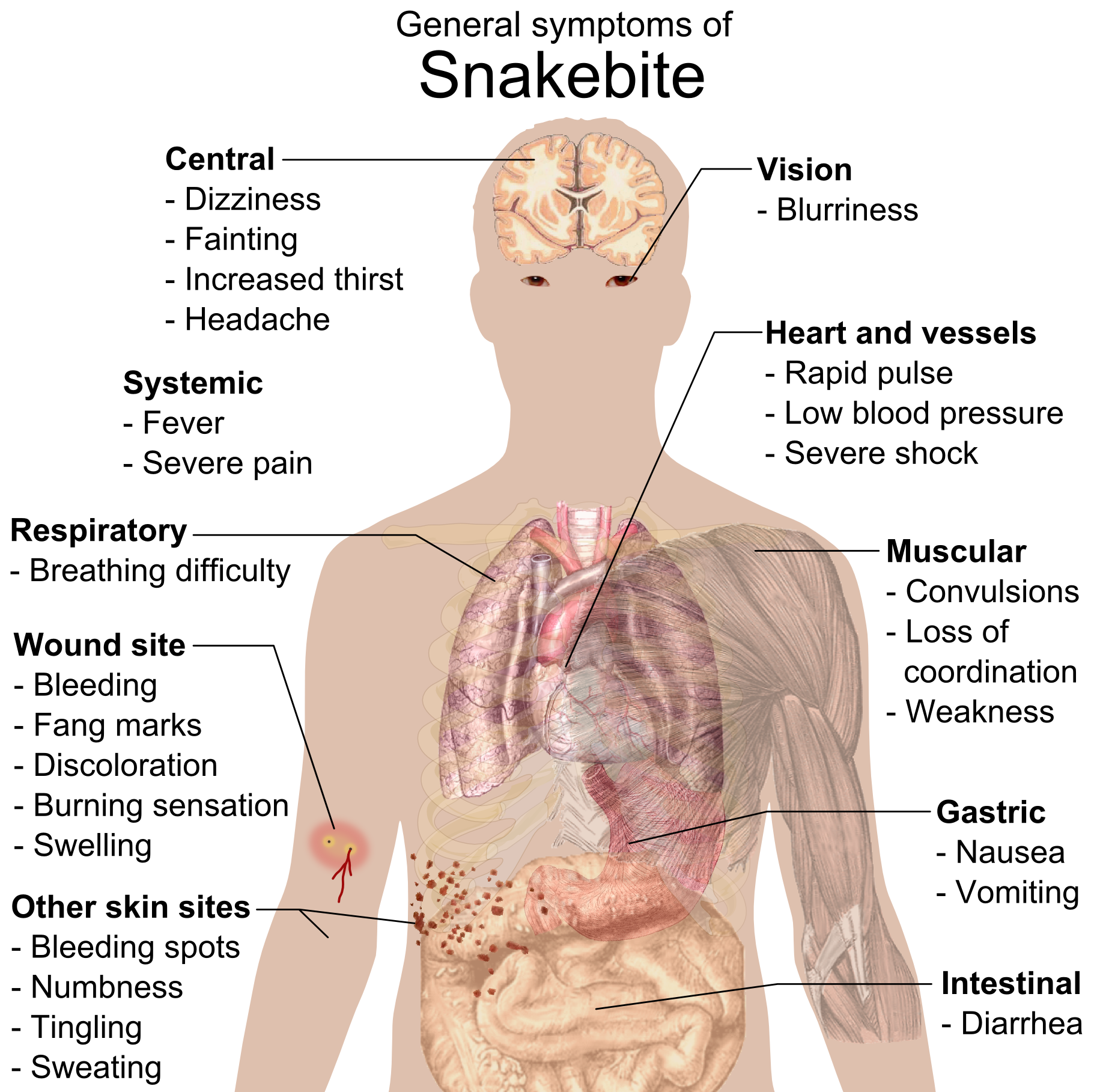
Los síntomas más comunes de cualquier tipo de envenenamiento de serpiente. Sin embargo, hay una gran variación en los síntomas entre las moderduras de los diferentes tipos de serpientes.

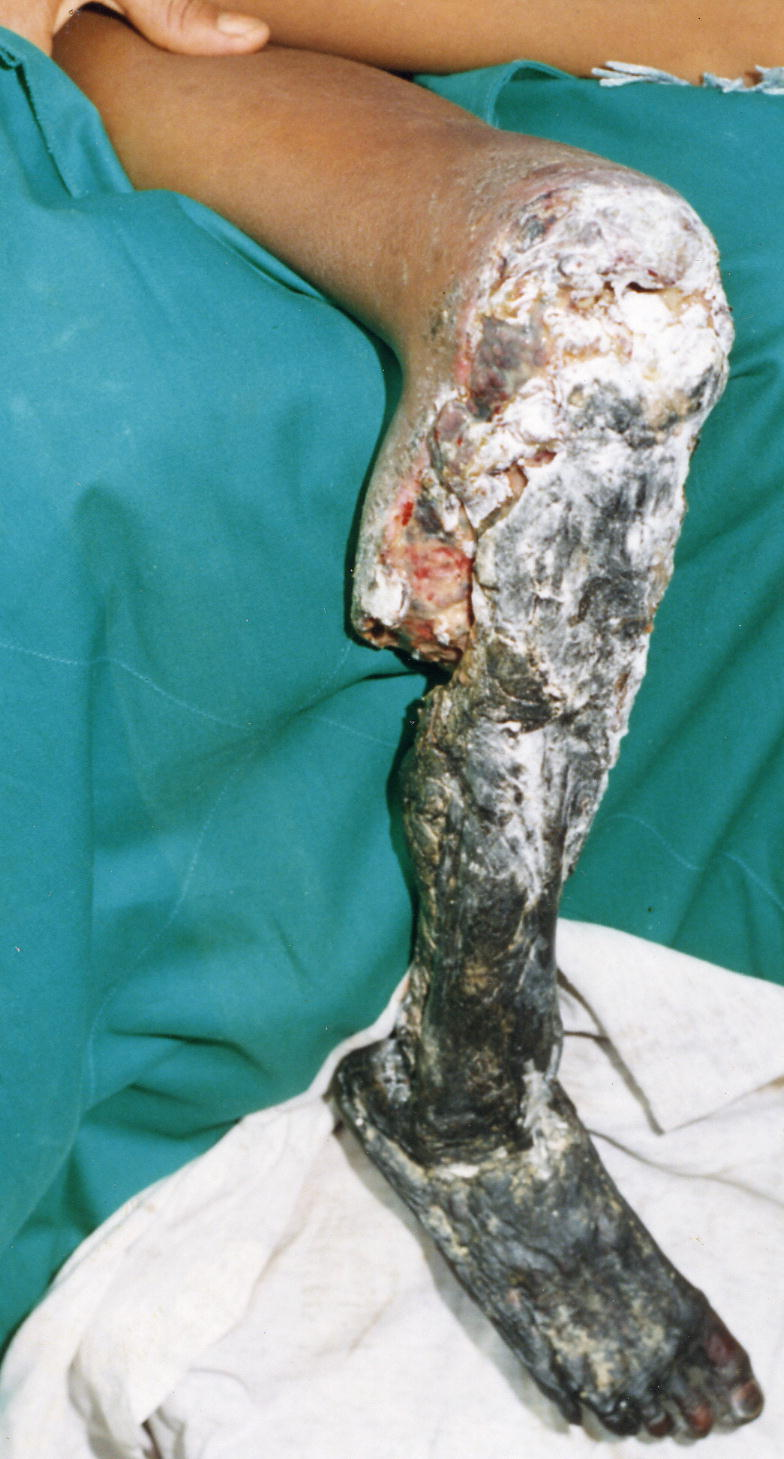
Severa necrosis de los tejidos causada por la mordedura de Bothrops asper y un tratamiento inadecuado, después del cual se necesitaba efectuar una amputación encima de la rodilla. La víctima, un niño de once años de edad, mordido dos semanas antes en el Ecuador, sólo fue tratado con antibióticos.

Los efectos más comunes de todas las mordeduras de serpiente son el miedo abrumador, el pánico y la inestabilidad emocional, que pueden causar síntomas tales como náuseas y vómitos, diarrea, vértigo, desmayos, taquicardia, y piel fría y húmeda. La televisión, la literatura y el folclore son en parte responsables de las exageraciones que rodean a las mordeduras de serpiente, y la víctima puede tener pensamientos injustificados de muerte inminente.
Las «mordeduras en seco», y aquellas causadas por una especie no venenosa, aún pueden causar lesiones graves a la víctima. Hay varias razones para esto: una mordedura de serpiente, que no se trata correctamente puede causar una infección (como a menudo reportado por víctimas de mordeduras de víboras cuyos colmillos son capaces de infligir profundas heridas punzantes), la mordedura puede causar anafilaxis en ciertas personas, y los colmillos y la saliva de la serpiente pueden albergar muchos contaminantes microbianos peligrosos, incluyendo Clostridium tetani. Si se descuida, una infección puede diseminarse y posiblemente causar la muerte de la víctima.
La mayoría de las mordeduras de serpiente, ya sean venenosas o no, tiene algún tipo de efecto local. En más del 90 % de los casos, hay un dolor leve y enrojecimiento aunque esto varía dependiendo del sitio afectado. Las mordeduras de víboras y cobras pueden ser extremadamente dolorosas y a veces el tejido local se pone tierno y severamente hinchado dentro de los 5 minutos. El área afectado también puede sangrar y ampollarse, y eventualmente puede conducir a la necrosis de los tejidos. Otros síntomas iniciales comunes de las mordeduras de víboras de foseta y víboras en general, incluyen letargo, sangrado, debilidad, náuseas y vómitos. Con el tiempo, los síntomas pueden volverse potencialmente mortales, convirtiéndose en hipotensión, taquipnea, severa taquicardia, severo sangrado interno, sensorio alterado, insuficiencia renal y insuficiencia respiratoria.
Curiosamente, las mordeduras causadas por la serpiente de cascabel del Mojave, búngaros, serpientes de coral, y la serpiente de cascabel manchada al parecer causan poco o ningún dolor a pesar de ser lesiones graves. Las víctimas también mencionaron tener un sabor de «goma», «menta» o «metálico» en la boca, tras ser mordidas por ciertas especies de serpiente de cascabel. Cobras escupidoras y Hemachatus haemachatus pueden escupir veneno en los ojos de sus víctimas. Esto resulta en dolor inmediato, oftalmoparesia, y a veces la ceguera.
El envenenamiento por algunos elápidos de Australia y la mayoría de los envenenamientos por víboras causan coagulopatía, a veces tan severa que una persona puede sangrar espontáneamente de la boca, la nariz, e incluso de viejas cicatrices. También pueden sangrar los órganos internos, incluyendo el cerebro y los intestinos, y aparecer equimosis (moretones) en la piel de la víctima.
El veneno emitido por elápidos, incluyendo serpientes marinas, búngaros, cobras, cobra real, mambas, y muchas de las especies de Australia, contienen toxinas que atacan el sistema nervioso, causando neurotoxicidad. La víctima puede experimentar alteraciones extrañas a su visión, incluyendo visión borrosa. También puede tener parestesia por todo el cuerpo, así como dificultad para hablar y respirar. Los problemas del sistema nervioso pueden provocar una gran variedad de síntomas, y los que se describen aquí no son exhaustivos. Si la víctima no es tratada inmediatamente, puede morir de insuficiencia respiratoria.
El veneno emitido por casi todas las víboras y algunos tipos de cobras, algunos elápidos australianos y algunas serpientes marinas, causan necrosis del tejido muscular. El tejido muscular empieza a morir por todo el cuerpo, una condición conocida como rabdomiólisis. La rabdomiólisis puede resultar en daño a los riñones como consecuencia de la acumulación de mioglobina en los túbulos renales. Esto, junto con hipotensión, puede conducir a la insuficiencia renal aguda, y si no se trata, finalmente a la muerte.

## Fisiopatología
Todas las serpientes venenosas son capaces de morder sin inyectar veneno a su víctima, ya que el envenenamiento es una acción completamente voluntaria. Serpientes pueden suministrar una «mordedura en seco» en lugar de perder su veneno en una criatura demasiado grande para ser consumida. Sin embargo, el porcentaje de mordeduras en seco varía según la especie: 80 % de las mordeduras infligidas por serpientes marinas, que normalmente son tímidas, no resultan en envenenamiento, mientras que en el caso de las víboras de foseta sólo el 25 % de las mordeduras son secas. Por otra parte, algunos géneros de serpiente, como las serpientes de cascabel, aumentan significativamente la cantidad de veneno inyectada en las mordeduras defensivas comparado con mordeduras depredadoras.
En algunas ocasiones las mordeduras en seco pueden también ser el resultado de una temporización inexacta por parte de la serpiente, y el veneno puede ser expulsado de forma prematura, antes de que los colmillos hayan penetrados la piel de la víctima. Incluso sin veneno, algunas serpientes constrictoras, en particular las grandes, como las que pertenecen a las familias Boidae y Pythonidae, pueden infligir moderduras dañinas; las serpientes grandes a menudo causan severas laceraciones, cuando la víctima o la serpiente se alejan, causando el desgarre del tejido por los dientes afilados y recurvados incrustados en la víctima. Aunque no es tan peligrosa como la mordedura de una especie venenosa, la mordedura puede resultar en infecciones graves si se omite tratamiento adecuado.
Aunque la mayoría de las serpientes abren la boca antes de morder, las serpientes que pertenecen a la familia Atractaspididae de África y del Oriente Medio, son capaces de doblar sus colmillos a un lado de la cabeza y morder a las víctimas sin abrir la boca.

### Veneno de serpiente
Algunos científicos sugieren que las serpientes evolucionaron los mecanismos necesarios para la producción y entrega de veneno en algún momento durante el Mioceno. A mediados del Terciario, la mayoría de las serpientes eran grandes depredadores de emboscada perteneciendo a la superfamilia Henophidia que utilizaron la constricción para matar a sus presas. Cuando los pastizales abiertos sustituyeron a las zonas boscosas en diferentes partes del mundo, algunas familias de serpientes evolucionaron y se convirtieron en serpientes más pequeñas y por lo tanto más ágiles. Sin embargo, someter y matar a una presa se hizo más difícil para serpientes pequeñas, lo que condujo a la evolución del veneno de serpiente. Otros estudios sobre Toxicofera, un clado hipotético del cual se piensa que es ancestral a la mayoría de los reptiles vivos, sugieren que la evolución del veneno de serpiente tuvo lugar en una época anterior, posiblemente durante el Cretácico, hace decenas de millones de años.
El veneno de serpiente es producido en glándulas parótidas modificadas que normalmente son responsables de la secreción de saliva. Es almacenado en estructuras llamadas alvéolos detrás de los ojos del animal, y se expulsa voluntariamente a través de sus colmillos tubulares. El veneno se compone de cientos hasta miles de proteínas y enzimas diferentes, que sirven una variedad de propósitos, tales como una interferencia en el sistema cardíaco de una presa o el aumento de la permeabilidad de los tejidos por lo cual el veneno se absorbe más rápido.
El veneno de muchas serpientes, como por ejemplo el de las víboras de foseta, afecta prácticamente a todos los sistemas orgánicos del cuerpo humano y puede conformarse de una combinación de muchas toxinas diferentes, incluyendo citotoxinas, hemotoxinas, neurotoxinas y Miotoxinas, lo que resulta en una gran variedad de síntomas. Anteriormente, se consideraba que el veneno de una serpiente en particular pertenecía a una sola clase, ya sea hemotóxica o neurotóxica, y esta creencia errónea todavía puede persistir donde el acceso a la literatura actualizada es difícil. Aunque hubo grandes avances en el conocimiento sobre la composición de proteínas en los venenos de serpientes americanas y asiáticas, se sabe relativamente poco sobre el veneno de las serpientes australianas.
La potencia del veneno —medida por la dosis letal media (LD50) en ratones— difiere marcadamente entre las especies y más aún entre las familias. La variación de LD50 subcutáneo es más de 140 veces en elápidos y más de 100 veces en víboras. La cantidad de veneno suministrada también difiere entre las especies, con la víbora de Gabón siendo capaz de inyectar 450-600 miligramos de veneno en una sola mordedura, una cantidad mayor a la de cualquier otra serpiente venenosa. Los colúbridos tienen venenos que van desde mortal (en el caso de la boomslang) hasta apenas notable (como en el caso de las culebras del género Tantilla).

## Prevención

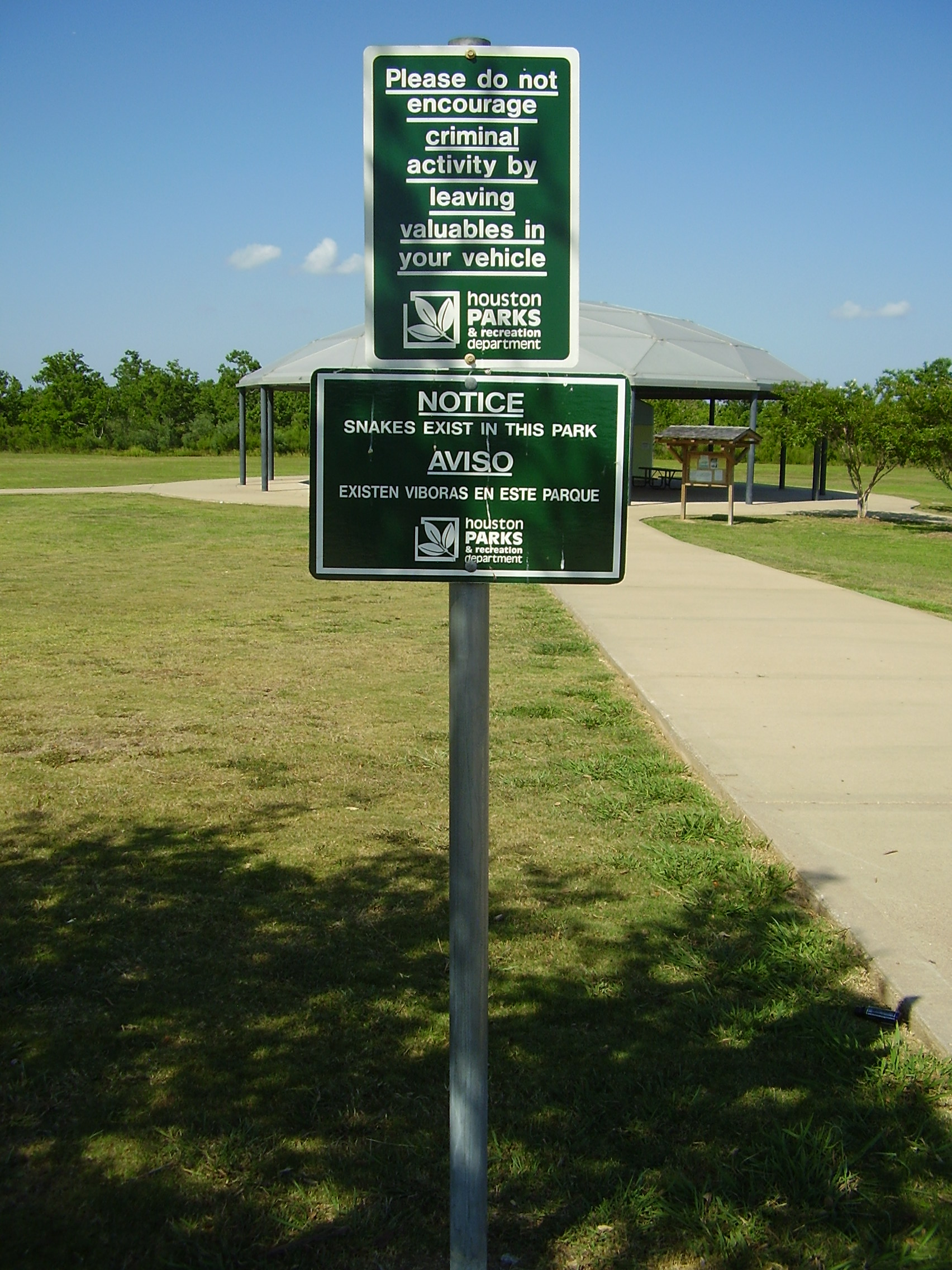
Señalización en el Parque Sylvan Rodríguez en Houston, Texas, advirtiendo de la presencia de serpientes.

Las serpientes son más propensas a morder cuando se sienten amenazadas, asustadas, provocadas, o cuando no tienen forma de escapar al verse acorraladas. Un encuentro con una serpiente es siempre peligroso, y se recomienda alejarse de ella. No hay forma práctica de identificar con certeza a cualquiera especie de serpiente, porque su apariencia puede variar dramáticamente.
Pisar fuerte mientras caminando en la naturaleza, crea ruido y vibraciones en el suelo, que a menudo hacen que las serpientes huyen del área. Sin embargo, esto generalmente sólo se aplica a Norteamérica, ya que algunas serpientes más grandes y más agresivas en otras partes del mundo, tales como la cobra real y la mamba negra suelen proteger sus territorios. Al tratar con un encuentro directo, es mejor permanecer quieto e inmóvil. Si la serpiente aún no ha huido, es importante alejarse lentamente y con precaución.
Cuando participa en actividades de campamento, tales como la recolección de leña en la noche, puede ser útil el uso de una linterna. Serpientes también pueden ser inusualmente activas durante noches cálidas en especial cuando la temperatura del ambiente supere los 21 °C. Se aconseja no meter las manos ciegamente en troncos huecos, ni de dar la vuelta a rocas de gran tamaño, o entrar en cabañas abandonadas u otros posibles escondites de serpientes. Al escalar, no es seguro de agarrar repisas y grietas sin examinarlas primero, ya que las serpientes son ectotérmicas y a menudo toman el sol sobre cornisas de piedra.
Los dueños de serpientes como mascotas o animales domésticos tienen que ser conscientes de que una serpiente puede causar heridas y que siempre es necesario actuar con precaución. Al manipular serpientes es aconsejable de evitar de consumir bebidas alcohólicas. En los Estados Unidos más del 40 % de las víctimas de mordeduras de serpiente se ponen en peligro intencionalmente, al tratar de capturar serpientes salvajes o por descuido durante el manejo de sus mascotas -el 40 % de ese número tenía un nivel de alcohol en la sangre superior a 0,1 %.
También es importante evitar las serpientes que parecen estar muertas, ya que algunas especies pueden rodarse a la espalda y sacar la lengua para engañar a potenciales amenazas. Incluso, la cabeza separada de una serpiente puede actuar por reflejo y, es capaz de morder. La mordedura inducida puede ser tan severa como la de una serpiente viva. Serpientes muertas no pueden regular la cantidad de veneno que inyectan, por lo que la mordedura de una serpiente muerta tiende a suministrar una gran cantidad de veneno.

## Tratamiento
No es una tarea fácil de determinar si la mordedura de una serpiente es potencialmente mortal. Por ejemplo, en general una mordedura por la cabeza de cobre norteamericana en el tobillo es una lesión moderada para una persona sana adulta, pero una moderdura por la misma serpiente en el abdomen o la cara de un niño puede ser mortal. 
El resultado de todas las mordeduras de serpiente depende de una multitud de factores: el tamaño, la condición física y la temperatura de la serpiente, la edad y la condición física de la víctima, la zona y el tejido del cuerpo mordida (por ejemplo, los pies, el torso, la vena o el músculo), la cantidad de veneno inyectada, el tiempo que tarda hasta que se inicia el tratamiento, y finalmente la calidad de dicho tratamiento.

### Identificación de la serpiente
La identificación de la serpiente es importante en la planificación del tratamiento en ciertas áreas del mundo, pero no siempre es posible. Lo ideal sería que se trajera la serpiente muerta junto con la víctima, aunque en las zonas donde las mordeduras de serpiente son más comunes, el conocimiento local puede ser suficiente para identificar la serpiente. Sin embargo, en las regiones donde están disponibles sueros antiofídicos polivalentes, tales como en América del Norte, la identificación de la serpiente no es un punto de alta prioridad. Por lo general no se recomienda intentar de atrapar o matar a la serpiente involucrada, por el riesgo de re-envenenamiento o el riesgo de crear una segunda víctima.
Los tres tipos de serpientes venenosas que causan la mayoría de los problemas clínicos mayores son las víboras, los búngaros y las cobras. El conocimiento de las especies que se encuentran en la vecindad puede ser crucial, así como el conocimiento de los signos y síntomas típicos de envenenamiento por cada tipo de serpiente. Es posible utilizar un sistema de evaluación para tratar de determinar la serpiente responsable para la mordedura sobre la base de características clínicas, pero estos sistemas de puntuación son muy específicos para determinadas zonas geográficas.

### Primeros auxilios
Las recomendaciones para los primeros auxilios en casos de mordeduras de serpiente varían, en parte porque existen diferentes serpientes con diferentes clases de veneno. Algunos tipos de venenos tienen poco efecto local, pero tienen efectos sistémicos que potencialmente pueden ser mortales, en cuyo caso es deseable contener el veneno en la región de la mordedura, por medio de inmovilización por presión. Otros venenos instigan daño localizado a los tejidos alrededor de la zona de la mordedura, y la inmovilización por presión puede aumentar la gravedad de los daños en esta área, aunque puede también reducir la superficie total afectada; sigue siendo un punto de controversia si las ventajas son suficiente compensación para las desventajas. Como las serpientes difieren de un país a otro, los métodos de primeros auxilios también varían.
Sin embargo, existe consenso en la mayoría de las directrices para primeros auxilios con respecto a las siguientes medidas:
1. Proteger a la persona y los demás de mordeduras adicionales. Mientras que la identificación de la especie de serpiente es deseable en ciertas regiones, no se recomienda tratar de capturar o matar a la serpiente y arriesgarse a sufrir mordeduras adicionales o retrasar el tratamiento médico adecuado.
2. Mantener tranquila a la persona. El Reacción de estrés agudo aumenta el flujo sanguíneo y pone en peligro a la persona. El pánico es contagioso y afecta el buen juicio.
3. Pedir ayuda para organizar el transporte a la sala de emergencia del hospital más cercano, donde a menudo se dispone de sueros antiofídicos para las serpientes comunes a la zona.
4. Asegurarse de mantener la extremidad mordida en una posición funcional y por debajo del nivel del corazón de la víctima, a fin de minimizar que la sangre vuelve al corazón y otros órganos del cuerpo.
5. No dar nada de comer o beber a la víctima. Esto es especialmente importante con el alcohol de consumo, un conocido vasodilatador, que acelerará la absorción del veneno. No administrar estimulantes o medicamentos para el dolor a la víctima, a menos de que lo indique específicamente un médico.
6. Retirar cualquier objeto o ropa que pudiera oprimir la extremidad mordida si se hincha (anillos, pulseras, relojes, calzado, etc).
7. Mantener a la persona lo más quieta posible.
8. No hacer incisiones en el sitio de la mordedura.
9. Cauterizar la herida con solución acuosa de permanganato de potasio al 5 %, o con tintura de yodo o con solución de cloruro de oro. La cauterización de la mordedura sirve para evitar la gangrena.

### Inmovilización por presión

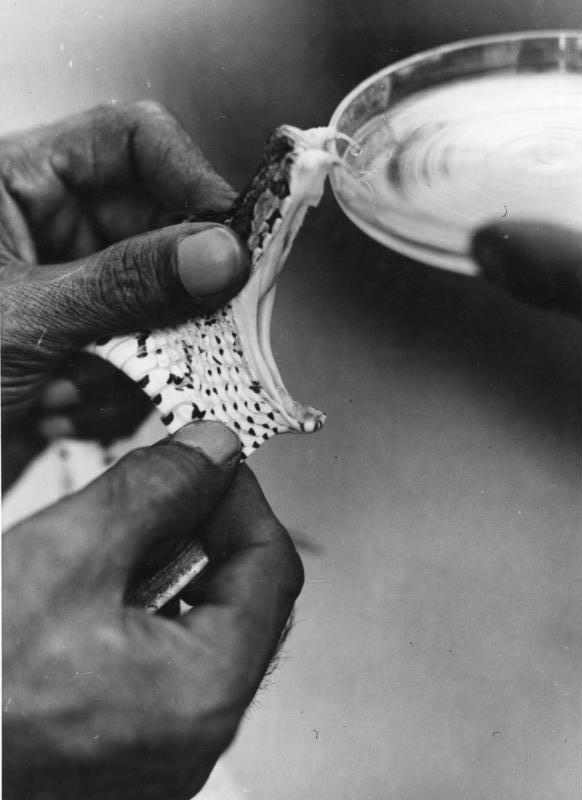
Una víbora de Russell está siendo «ordeñada». Los laboratorios utilizan el veneno que se extrae de la serpiente para producir sueros antiofídicos, que es a menudo el único tratamiento eficaz para mordeduras de serpientes potencialmente mortales.

En 1979, el Consejo Nacional de Salud y Investigación Médica de Australia adoptó formalmente la inmovilización por presión como el método preferido de tratamiento de primeros auxilios para mordeduras de serpiente en Australia. Sin embargo, la evidencia clínica que soporta la eficacia de la inmovilización por presión sigue siendo limitada, con la evidencia actual (hasta 2009), basada casi exclusivamente en informes de casos anecdóticos. Esto ha llevado a la mayoría de las autoridades internacionales a cuestionar su eficacia. A pesar de esto, todas las organizaciones acreditadas de primeros auxilios en Australia recomiendan el tratamiento de presión por inmovilización; Sin embargo, el método no tiene una adherencia amplia en la práctica; un estudio indica que sólo un tercio de las personas mordidas de serpientes intentan la inmovilización por presión.
Inmovilización por presión no es un método apropiado para las mordeduras citotóxicas, como las causadas por la mayoría de las víboras, pero puede ser eficaz contra los venenos neurotóxicos tales como los de la mayoría de los elápidos. Desarrollado por el investigador médico Struan Sutherland en 1978, el objetivo de la inmovilización por presión es de contener el veneno dentro de una extremidad mordida y evitar que se mueva a través del sistema linfático hacia los órganos vitales. Esta terapia tiene dos componentes: la presión para evitar el drenaje linfático, y la inmovilización de la extremidad mordida para evitar la acción de bombeo de los músculos esqueléticos.
Es preferible que se aplique la presión con una venda elástica, pero en una emergencia puede utilizarse cualquier tipo de tela. El vendaje se inicia de dos a cuatro pulgadas por encima de la mordedura (es decir, entre la mordedura y el corazón), serpenteando en vueltas superpuestas y subiendo hacia el corazón, y luego hacia abajo sobre la mordedura, y más ayá hacia la mano o el pie. A continuación, el miembro debe mantenerse inmóvil: no debe utilizarse, y si fuera posible debe llevarse con una férula o cabestrillo. El vendaje debe ser tan apretado como el vendaje para un esguince de tobillo. No se debe cortar el flujo sanguíneo, o incluso no debe ser incómodo; si fuera incómodo, la persona inconscientemente flexionará las extremidades, derrotando a la parte de la inmovilización de la terapia. El lugar de la mordida debe estar claramente marcado en el exterior de los vendajes. Alguna edema periférica es una consecuencia prevista de este proceso.
Es importante aplicar la inmovilización por presión tan pronto como sea posible; si se espera hasta que los síntomas se hacen evidentes, se habrá perdido el mejor momento para el tratamiento. Una vez que se haya aplicado un vendaje de presión, no debe ser removido hasta que la persona haya llegado a asistencia médica profesional.

### Suero antiofídico
Hasta el advenimiento del suero antiofídico, también conocido como «antisuero», «antiveneno» o «antídoto», las mordeduras de algunas especies de serpientes eran casi universalmente fatales. A pesar de los grandes avances en la terapia de emergencia, el suero antiofídico a menudo sigue siendo el único tratamiento efectivo para el envenenamiento. El primer suero antiofídico fue desarrollado en 1895 por el médico francés Albert Calmette para el tratamiento de las mordeduras de la cobra de la India. El suero antiofídico se produce mediante la inyección de una pequeña cantidad de veneno en un animal (por lo general un caballo o una oveja) para iniciar una respuesta del sistema inmune; a continuación se recoge los anticuerpos que se desarrollaron en la sangre de los animales.
El suero antiofídico se inyecta en la persona de forma intravenosa, y actúa uniéndose a las enzimas del veneno para neutralizarlas. Como no es posible deshacer el daño ya causado por el veneno, es importante buscar tratamiento antiofídico lo más pronto posible. Los sueros antiofídicos modernos suelen ser polivalentes, lo que los hace efectivos contra el veneno de varias especies de serpientes. Las compañías farmacéuticas que producen suero antiofídico, dirigen sus productos contra los venenos de las especies nativas de una región particular. Aunque algunas personas pueden desarrollar graves reacciones adversas al suero antiofídico, como anafilaxis, en situaciones de emergencia esto es generalmente tratable y por lo tanto los beneficios superen las posibles consecuencias de no usar suero antiofídico.

### Métodos anticuados

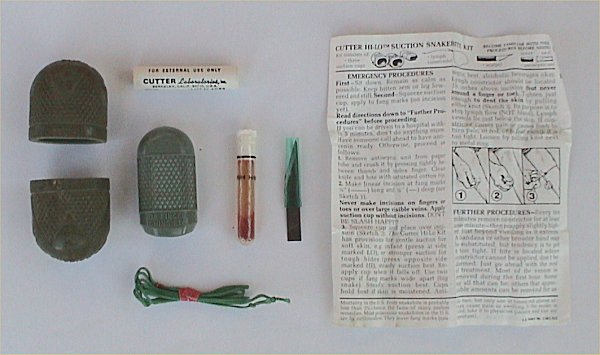
Equipo anticuado que no se debe utilizar.

Los siguientes tratamientos han sido recomendados en un momento u otro, pero actualmente se considera que son ineficaces o peligrosos por completo. Muchos de los casos en que estos tratamientos parecen haber funcionado, son en realidad el resultado de una mordedura en seco.
- La aplicación de un torniquete a la extremidad mordida generalmente no se recomienda. No hay evidencia convincente de que se trata de una herramienta de primeros auxilios eficaz tal como se aplica normalmente.[38] Se ha demostrado que los torniquetes son completamente ineficaces en el tratamiento de las mordeduras de Crotalus durissus,[39] pero se han observado algunos resultados positivos con torniquetes aplicados adecuadamente en casos de mordedura involucrando al veneno de la cobra en las Filipinas.[40] El uso inadecuado del torniquete es peligroso, ya que reducir o cortar la circulación de la sangre puede conducir a la gangrena, que puede ser fatal.[38] El uso de un vendaje de compresión es generalmente tan eficaz, y mucho más seguro.
- Hacer una incisión en la zona de la mordedura, a menudo una acción tomada antes de la succión, no es recomendable ya que causa más daño y aumenta el riesgo de infección.
- Succionar el veneno, ya sea por vía oral o con una bomba, no funciona y puede directamente dañar el área afectada.[41] Succión que se inició después de 3 minutos elimina una cantidad clínicamente insignificante -menos de una milésima del veneno inyectado, como se muestra en un estudio humano.[42] En un estudio realizado con cerdos, se demostró que la succión no resulta en ninguna mejora, sino que conduce a necrosis en el área succionado.[43] La succión con la boca presenta un riesgo de envenenamiento adicional a través de los tejidos mucosos de la boca.[44] A pesar de sus buenas intenciones el familiar o amigo puede introducir bacterias en la herida de la víctima, las cuales pueden conducir a la infección.
- La inmersión en agua caliente o leche agria, seguido por la aplicación de piedras de serpiente (también conocido como «piedra negra» o la Pierre Noire), que según se cree, sirve para extraer el veneno de la misma forma que una esponja absorbe el agua.
- El uso de la terapia de electrochoque. Aunque todavía es recomendada por algunos, experimentos con animales ha demostrado que este tratamiento es inútil y potencialmente peligroso.[45][46][47][48]

En casos extremos, donde las víctimas se encontraban en zonas remotas, todos estos intentos fallidos de tratamiento han dado lugar a lesiones mucho peores que una mordedura de serpiente que hubiera sido leve o moderada sin la aplicación de estos métodos anticuados. En los peores casos, se aplicaron torniquetes a los miembros mordidos, cerrando completamente el flujo de la sangre a la extremidad afectada. A la hora que las víctimas finalmente llegaron a servicios médicos adecuados, sus miembros tenían que ser amputados.

## Epidemiología
La mayoría de las mordeduras de serpiente son causadas por serpientes no venenosas. De las aproximadamente 3.000 especies de serpiente en el mundo entero, sólo el 15 % son consideradas peligrosas para los seres humanos. Las serpientes se encuentran en todos los continentes, excepto Antártida. Los colúbridos, la familia de serpientes más diversa y ampliamente distribuida, cuenta con aproximadamente 700 especies venenosas, pero solo cinco géneros —Dispholidus, Thelotornis, Rhabdophis, Philodryas, y Tachymenis— han causado muertes humanas.
En muchas regiones del mundo no es obligatorio reportar mordeduras de serpiente, y muchas mordeduras quedan sin registrar. Consiguientemente no ha sido posible llevar a cabo estudios precisos para determinar la frecuencia de mordeduras de serpiente a nivel internacional. Sin embargo, algunas estimaciones ponen el total anual de mordeduras de serpiente en 5,4 millones, con 2,5 millones de envenenamientos, y posiblemente 125.000 muertes. Otros estiman el número de mordeduras de serpiente entre 1,2 y 5,5 millones, con 421.000 a 1,8 millones envenenamientos, y 20.000 a 94.000 muertes. Muchas personas que sobreviven mordeduras, sufren daños permanentes a los tejidos causado por el veneno, lo que puede llevar a la discapacidad. La mayoría de los envenenamientos y muertes causadas por serpientes ocurren en el sur de Asia, el sudeste de Asia y África subsahariana, con India reportando el más alto número de mordeduras de serpiente de cualquier país.
A nivel mundial las mordeduras de serpiente ocurren con mayor frecuencia en la temporada del verano, cuando las serpientes son activas y los seres humanos salen al aire libre. Regiones agrícolas y tropicales reportan más mordeduras de serpiente que otras regiones. Las víctimas suelen ser hombres entre 17 y 27 años de edad. Los niños y los ancianos son los más propensos a morir.

## Sociedad y cultura

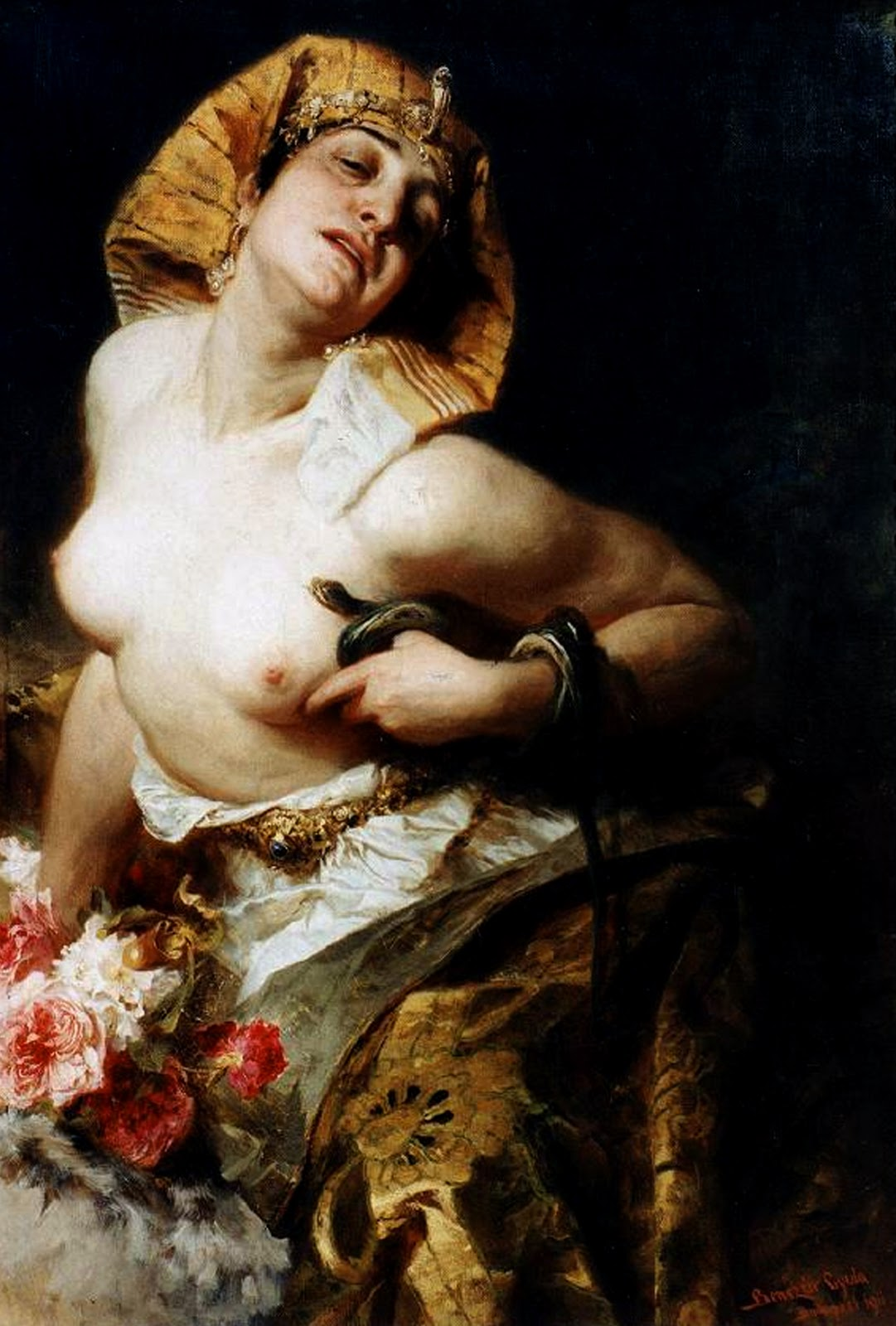
Según la tradición, Cleopatra VII se suicidó con una mordedura de serpiente en su seno izquierdo, como se ve en esta pintura de 1911 por el artista húngaro Gyula Benczúr.

Las serpientes fueron a la vez reverenciadas, adoradas y temidas por civilizaciones tempranas. Los antiguos egipcios ya grabaron tratamientos prescritos para las mordeduras de serpiente en el papiro de Brooklyn, un manuscrito que data de la decimotercera dinastía y que incluye al menos siete especies venenosas aún comunes en la región hoy en día, como las víboras cornudas. En el judaísmo, el nehushtan era un bastón con una serpiente de cobre enrollada, similar en apariencia a la vara de Esculapio. El objeto era considerado sagrado y, según la tradición, poseía el poder de curar las mordeduras de las serpientes que se encontraban en el desierto; las víctimas sólo tuvieron que tocar el bastón para salvarse de una muerte inminente.
En algunas culturas, las mordeduras de serpiente fueron utilizadas como medio de ejecución. En la Europa medieval, una de las formas de aplicar la pena capital consistía en tirar las personas condenadas en un pozo de serpiente, dejando morir a las víctimas como resultado de múltiples mordeduras venenosas. Una forma de castigo similar era común en India y en China, en el Han septentrional en la época de las Cinco Dinastías. Mordeduras de serpiente también se utilizaron como forma de suicidio; según la tradición, la reina egipcia Cleopatra VII, al parecer se suicidó con la mordedura de un aspis —probablemente una cobra egipcia— después de enterarse de la muerte de Marco Antonio. 
En la literatura médica se ha documentado por lo menos un intento de suicidio con una mordedura de serpiente, el cual consistió en una mordedura a la mano por una víbora.
El uso de la mordedura de serpiente como una forma subrepticia de asesinato ha sido destacado en historias como La banda de lunares de Sir Arthur Conan Doyle, pero sucesos reales son prácticamente desconocidos, con sólo unos pocos casos documentados. Se ha sugerido que Boris III de Bulgaria, quién se alió con Alemania nazi en la Segunda Guerra Mundial, podría haber sido asesinado con veneno de serpiente, aunque no existe evidencia definitiva.